# Clinosperma
Clinosperma je rod palmi smješten u podtribus Clinospermatinae, dio tribusa Areceae, potporodica Arecoideae. Postoje četiri vrste, sve su endemi sa Nove Kaledonije. za njih nije zabilježen nijedan vernakularni naziv, niti ništa o njihovoj lokalnoj upotrebi, sve su vrste endemi sa Nove Kaledonije.

## Vrste
1. Clinosperma bracteale (Brongn.) Becc.
2. Clinosperma lanuginosa (H.E.Moore) Pintaud & W.J.Baker
3. Clinosperma macrocarpa (H.E.Moore) Pintaud & W.J.Baker
4. Clinosperma vaginata (Brongn.) Pintaud & W.J.Baker

## Sinonimi
- Brongniartikentia Becc.
- Lavoixia H.E.Moore